# Cornelis Anthonisz.
Cornelis Anthonisz. (Anthoniův syn, znám také jako Anthonissen nebo Teunissen; asi 1505 Amsterdam – 1553 tamtéž) byl holandský malíř, rytec, kartograf a leptař.

## Životopis
Anthonisz. se narodil v Amsterdamu kolem roku 1505. Byl vnukem Jacoba van Cornelisz Oostsanen, který ho pravděpodobně učil malovat, a bratrancem Dircka Jacobsze. V roce 1538 namaloval první kompletní mapy Amsterdamu, věnované Karlu V. Ve službách Karla V. (1500–1558) odešel Anthonisz. v roce 1541 do Alžíru. V roce 1553 se zúčastnil s Karlem V. obléhání Thérouanne u St-Omeru.

## Dílo
Je znám především svými dřevoryty, zejména dřevorytem známým jako tzv. Ptačí oko, což je mapa Amsterdamu z ptačí perspektivy. Podle dřevorytu z roku 1544 bylo vytvořeno 12 kopií. Dřevořez byl bohužel poškozen při požáru radnice v Amsterdamu v roce 1652. Obnoven byl v roce 1932. Mnohé z těchto budov zde zobrazených ještě dnes existují.
Velmi slavný je jeho obraz příslušníků amsterdamského střeleckého cechu zvaný Banket střeleckého cechu. Cechy střelců původně vznikaly za účelem obrany města. Postupem času se změnily na spolky, vyjadřující demokratické smýšlení a rostoucí sebevědomí měšťanstva. Příslušníci cechu si objednali portrét příslušníků spolku při příležitosti svátku svého patrona – sv. Jiří. Ten je zobrazen vpravo nahoře. Obraz Banket střeleckého cechu zdůrazňuje rovnost členů spolku, potlačuje hierarchické členění, jak bylo typické u jiných skupinových portrétů, a to právě s ohledem na stírání rozdílů mezi společenskou úrovní jednotlivých členů.

## Galerie

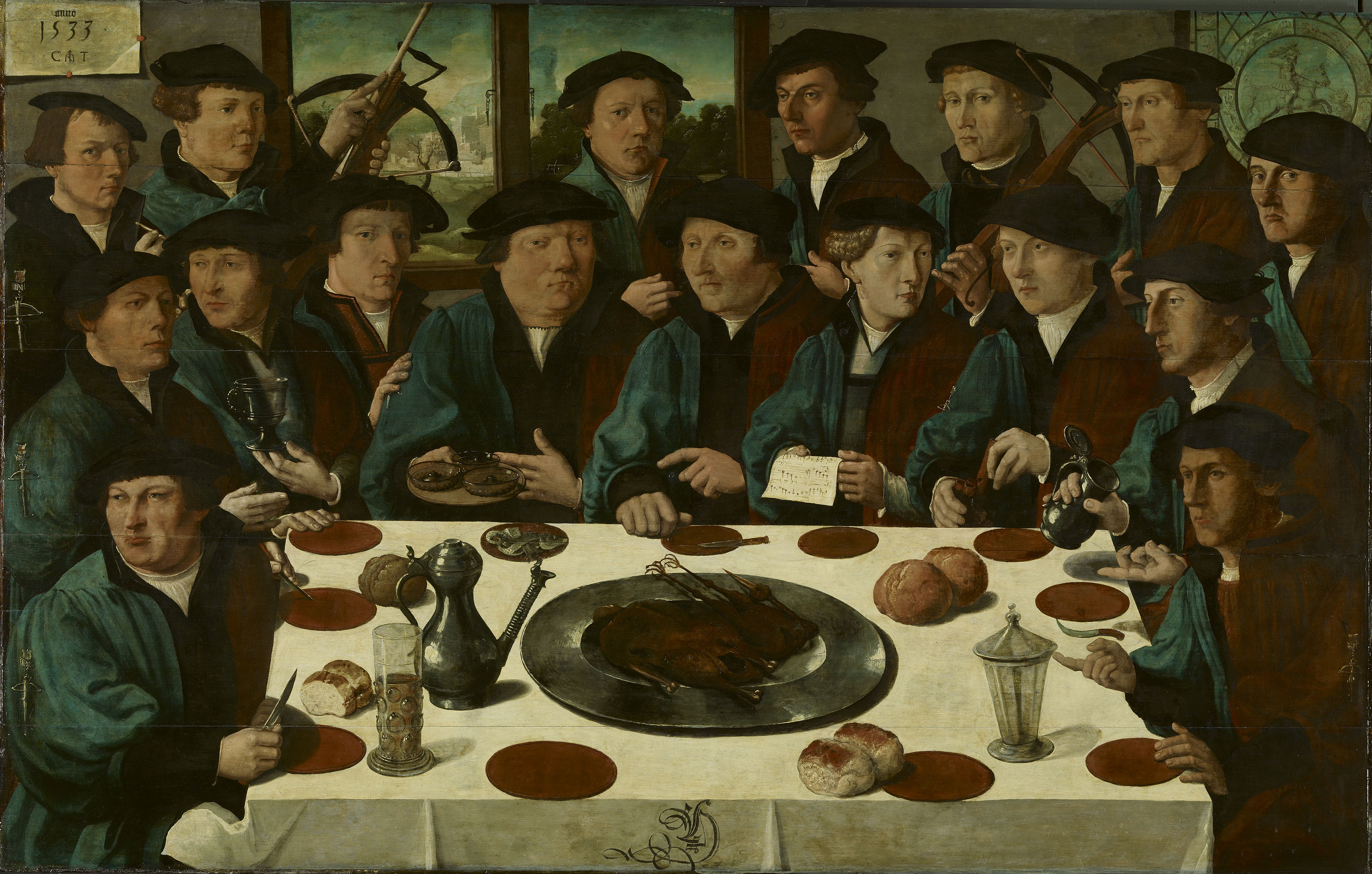
Banket střeleckého cechu, olej na dřevě, 1533, Amsterdam Museum
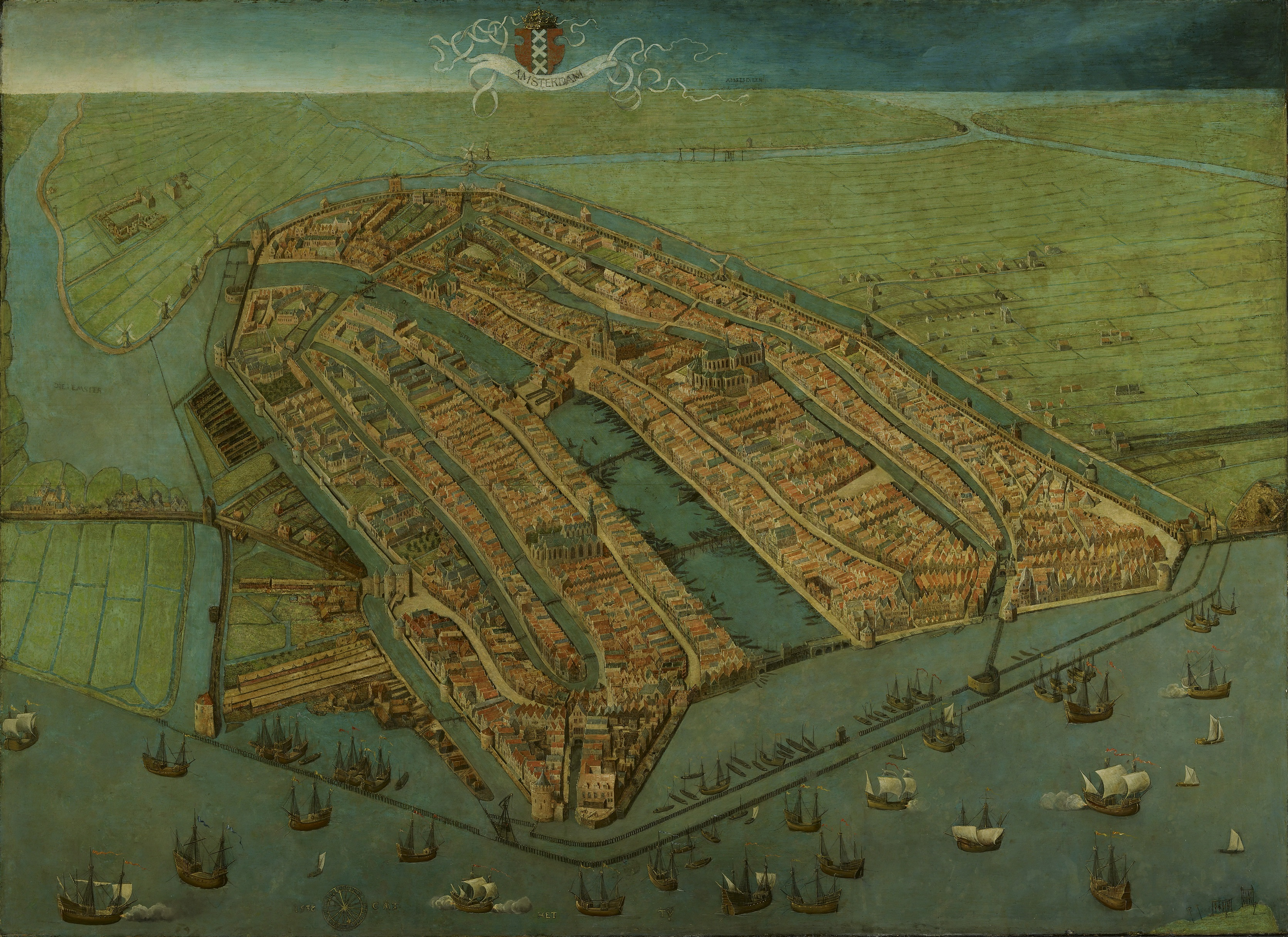
Pohled na Amsterodam z ptačí perspektivy, olej na plátně, 116 cm x 159 cm, 1538, Amsterdam Museum, Holandsko
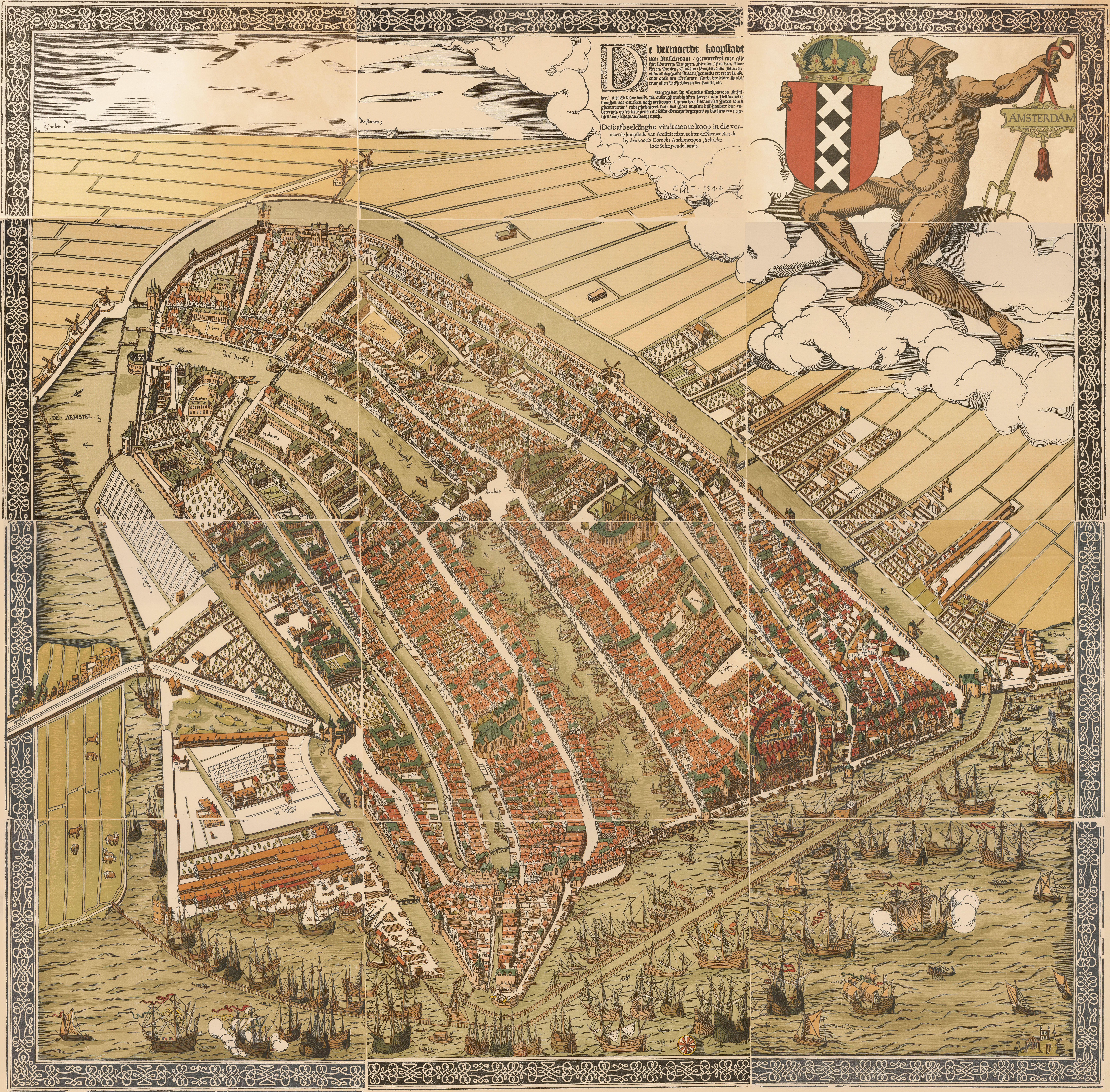
Kopie dřevorytu z roku 1544, od Jana Mickera z roku 1652, doplněná o oblaka, Rijksmuseum, Holandsko